# Xianweng He
Koordinaten: 62° 10′ S, 58° 56′ W
Xianweng He (chinesisch 仙翁河) ist ein Fluss auf der Fildes-Halbinsel von King George Island im Archipel der Südlichen Shetlandinseln. Er entspringt dem Bellingshausen Dome und fließt in westlicher Richtung zur Gradziński Cove.
Chinesische Wissenschaftler benannten ihn 1986 im Zuge von Vermessungs- und Kartierungsarbeiten.